# Mont Gower
Le mont Gower, en anglais Mount Gower, est le point culminant de l'île Lord Howe, un territoire non-incorporé de l'Australie situé dans l'océan Pacifique. Composé de roches volcaniques, le mont Gower est le produit de l'érosion du volcan ayant donné naissance à l'île Lord Howe.